# Lacul Yanisyarvi
Lacul Yanisyarvi (în limba rusă: Янисъярви; finlandeză: Jänisjärvi) este un lac în Republica Karelia, Rusia, situat la nord de Lacul Ladoga.

## Date generale
Bazinul acestui lac oarecum circular a fost format de impactul cu un meteorit acum 700 ± 5 milioane de ani în timpul perioadei Cryogenian. Craterul are 14 km în diametru.
Înainte de Al Doilea Război Mondial, lacul a fost considerat a fi una din caldera unui vulcan în Finlanda (celălalt a fost Lacul Lappajärvi). Ambele au fost în cele din urmă recunoscute ca fiind cratere de impact.